# 육중주 (베토벤)
루트비히 판 베토벤에 의해 쓰인 《육중주 내림마장조, 작품 번호 71》은 두 개의 클라리넷, 두 개의 호른, 두 개의 바순을 위한 작품으로,  1796년에 쓰이고 1810년에 브라이트코프 운트 헤르텔 출판사를 통해 출판되었다.

## 배경
베토벤의 관악(목관) 육중주는 다소 오해를 불러일으키는 작품 번호 71을 가지고 있어, 작곡가 중기의 거대한 작품들과 동시대의 작곡 연대를 암시하는 것처럼 보이지만, 실제로는 1796년에 쓰이고 거의 10년 동안 연주되지 않았다. 1810년에 작품의 출판을 앞두고 베토벤은 그의 출판사인 브라이트코프 운트 헤르텔에게 보낸 서신에서 자신이 "단 하룻밤동안" 작품을 썼다고 알렸다.

## 구조
작품은 전4악장으로 구성되어 있다. 일반적인 연주 소요 시간은 약 15~17분 정도이다.
1. 아다지오 - 알레그로(내림마장조)
2. 아다지오 (내림나장조)
3. 미뉴에트. 콰시 알레그레토 - 트리오 (내림마장조)
4. 론도. 알레그로 (내림마장조)

모든 악장은 기존의 빈 고전주의 양식에 속하고 있지만, 젊은 작곡가의 날카로움을 뚜렷히 가지고 있다. 작품은 4/4박자의 아다지오 도입부로 시작하고, 그 뒤를 이어 힘찬 3박자 알레그로가 이어진다. 다음은 베토벤이 악기의 가장 어둡고 진지한 음역을 탐구하는 사색적 아다지오가 나온다. 세 번째 악장은 특징적인 빈 미뉴에트이며(콰시 알레그레토로 표시된다), 그 뒤로 힘차고 활기찬 론도 피날레가 뒤따른다(알레그로로 표시된다).